# Goli Vrh (gmina Gorenja vas-Poljane)
Goli Vrh – wieś w Słowenii, w gminie Gorenja vas-Poljane. W 2018 roku liczyła 45 mieszkańców.